# تود كيلي
تود كيلي (بالإنجليزية: Todd Kelly)‏ هو لاعب كرة قدم أمريكية أمريكي، ولد في 27 نوفمبر 1970 في هامبتون في الولايات المتحدة.

## وصلات خارجية
- تود كيلي على موقع مرجع كرة القدم المحترفة.كوم (الإنجليزية)